# Presidente Kennedy (kommun i Brasilien, Espírito Santo)
Presidente Kennedy är en kommun i Brasilien.   Den ligger i delstaten Espírito Santo, i den sydöstra delen av landet, 900 km sydost om huvudstaden Brasília. Antalet invånare är 10 315.
Omgivningarna runt Presidente Kennedy är huvudsakligen savann. Runt Presidente Kennedy är det glesbefolkat, med 16 invånare per kvadratkilometer.